# Plessix-Balisson

Plessix-Balisson este o comună în departamentul  Côtes-d'Armor, Franța. În 1 ianuarie 2018 avea o populație de 93 de locuitori.